# Elżbieta Klausz
Elżbieta Klausz (ur. 1945 w Wilnie) – polska piosenkarka, wokalistka zespołu Filipinki.

## Życiorys

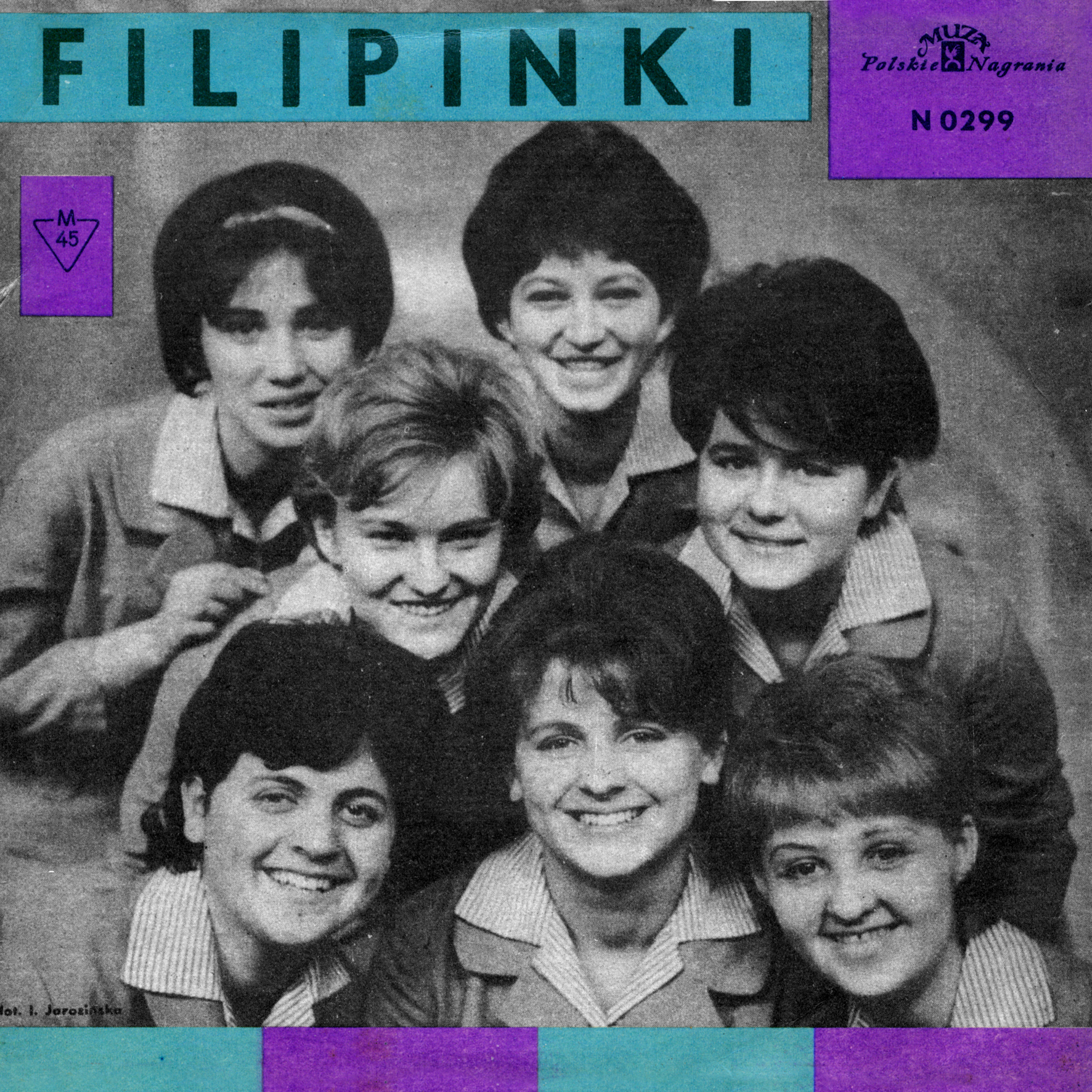
Elżbieta Klausz w środkowym rzędzie, po lewej (1964)

Do Szczecina przyjechała wraz z rodziną w maju 1946. Była uczennicą Technikum Handlowego w Szczecinie, gdzie z inicjatywy Jana Janikowskiego powstał w 1959 zespół Filipinki. Występowała w podstawowym składzie zespołu do czerwca 1967. Śpiewała czystym, mocnym sopranem koloraturowym – najwyraźniej słychać ją w piosence Filipinek Ave Maria no morro (1963, muz. Herivelto Martins, sł. Tadeusz Czarkowski), w której śpiewała solową partię. Po rozstaniu z Filipinkami przez krótki czas pracowała w PSS Społem, następnie skupiła się na wychowaniu córki, Elżbiety. Na początku lat 90. stworzyła razem z mężem jedną z największych na Pomorzu Zachodnim sieci hurtowni i sklepów z odzieżą. Firmą kieruje nadal. Mieszka w Szczecinie.